# Kakariki chathamský
Kakariki chathamský (Cyanoramphus forbesi) je papoušek z čeledi alexandrovití (Psittaculidae) endemický Chathamským ostrovům. V průběhu 20. století byl někdy považován za poddruh kakarikiho žlutočelého (Cyanoramphus auriceps), avšak moderní genetické výzkumy ukázaly, že se jedná o samostatný druh. Délka těla papouška dosahuje 28 cm, váha se pohybuje kolem 70–80 g. Nad šedotmavým zobákem se nachází příčný karmínový proužek, čelo je výrazně žlutozlaté. Zbytek těla je převážně zelený.
Kakariki byl v minulosti patrně rozšířen po celém Chathamském souostroví, avšak přeměna habitatu z lesů na zemědělské pastviny spolu s introdukovanými savčími predátory způsobily vymizení papouška z většiny území. V současnosti obývá pouze ostrovy Tapuaenuku (angl. Little Mangere) a Mangere (maorsky Māngere). Celkový počet papoušků se odhaduje na cca 900. Vedle destrukce habitatu a predátorů je kakariki chathamský ohrožen hlavně hybridizací s příbuzným kakarikim rudočelým. V přirozeném prostředí oba druhy obývaly odlišnou ekologickou niku, avšak v lidmi přeměněném habitatu ostrova Mangere se areály výskytu obou druhů začaly mísit a počty hybridů prudce stoupaly do takové míry, že kakariki rudočelí začali být novozélandskými ochranáři odstřelováni, aby se zabránilo úplnému vymizení čisté formy kakarikiů chathamských.

## Systematika
Druh poprvé popsal Lionel Walter Rothschild v roce 1893. I přes to, že Rothschild popsal ptáka jako nový druh, novozélandských přírodovědec Walter Oliver (1930) jej považoval za poddruh kakarikiho žlutočelého (Cyanoramphus auriceps) a nazýval jej kakariki žlutočelý Forbesův (Cyanoramphus auriceps forbesi). Oliver k tomuto sesazení druhu na poddruh však nepodal žádnou argumentaci. Morfologická a etologická data z 20. století potvrzovala, že se skutečně jedná o samostatný druh. Bylo mj. zjištěno, že kakariki chathamský je větší než kakariki žlutočelý a má významně odlišný vokální repertoár. Status kakarikiho chathamského coby samostatného druhu potvrdily i genetické analýzy (Triggs & Daugherty (1996), Boon et al. (1999), resp. (2000)).

## Popis
Délka těla dosahuje kolem 28 cm, váha se pohybuje kolem 70–80 g. Většina opeření je sytě zelená, na spodině je namixovaná žlutou. Výrazný je karmínově zbarvený příčný pásek nad zobákem a žlutavě zlaté čelo. Na každé straně kostřece se nachází karmínová skvrna. Vnější prapory letek jsou zelenomodré a směrem ke koncům spíše zelené. Svrchní strana ocasu je zelená se zelenožlutými okraji, spodní strana je do šeda. Horní zobák je světle modrošedý s tmavě šedým zakončením a okraji. Spodní zobák je šedočerný. Duhovky jsou oranžovočervené, nohy šedohnědé. Juvenilní jedinci jsou zbarvení jako dospělci, jejich ocas je však kratší a duhovky světle hnědé.
Hlavním morfologickým rozlišovacím znakem mezi kakarikim žlutočelým a chathamským je karmínový příčný pásek nad zobákem, který je u kakarikiho chathamského značně krátký, avšak u kakarikiho žlutočelého sahá přes tváře až k očím. Kakariki žlutočelý se nicméně na Chathamských ostrovech nevyskytuje. K záměně v terénu může dojít hlavně s kakarikim rudočelým, který však má červené, nikoliv žlutavě zlatavé čelo.

## Biologie

### Chování

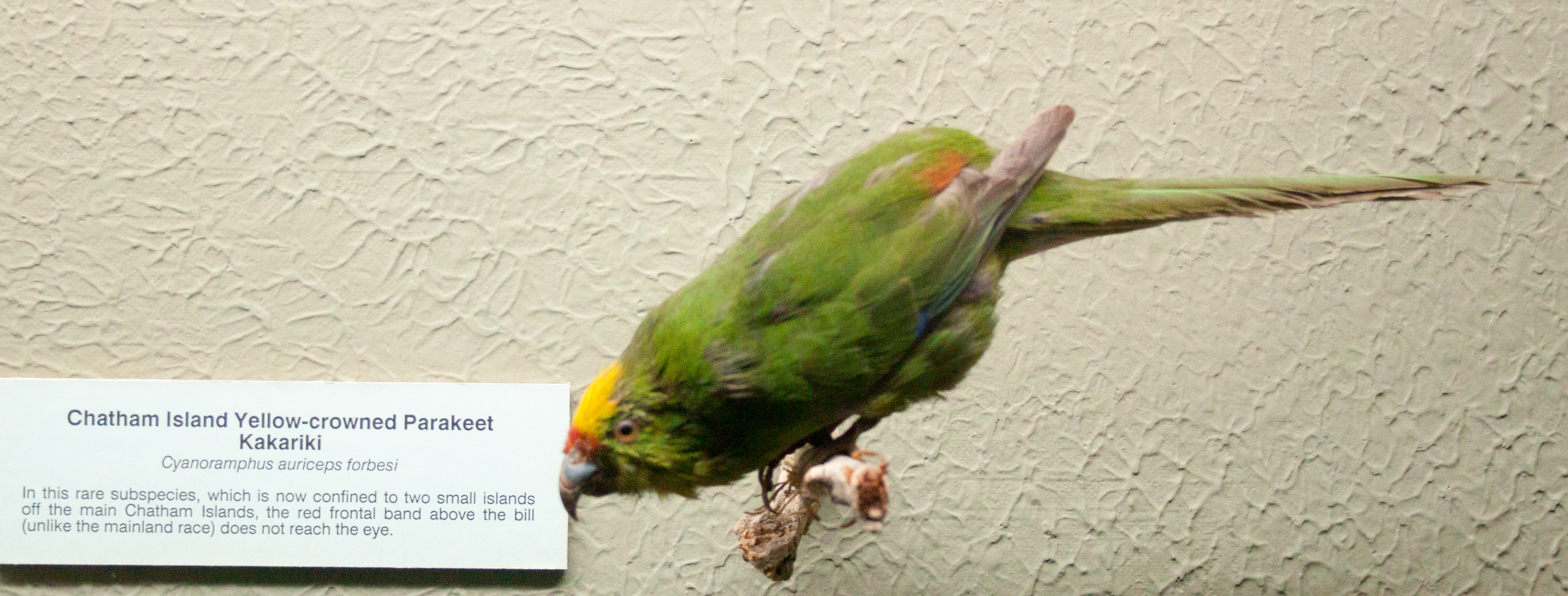
Kakariki chathamský ve sbírkách Muzea Canterbury

Kakariki chathamský obývá hlavně nepřerušené lesnaté a křovinaté podrosty. Vyskytuje se buď samostatně, v páru nebo malých rodinných skupinkách. Do hejn se houfuje jen výjimečně. Kakarikiové jsou silně teritoriální (hlavně samci) a svá teritoria obývají po celý rok. Vetřelce odhání svým hlasitým řevem a zpěvem ki-kiki-ki-ki, který často vydávají i za letu.

### Rozmnožování
Doba hnízdění trvá od října do března. Hnízda bývají umístěna v dírách živých i uhynulých stromů, skalních štěrbinách či pod hustou vegetací. Samice v průměru klade 5 vajec. Vejce mají rozměr cca 26×21 mm. Stejně jako u ostatních druhů kakarikiů, o stavbu hnízda, inkubaci a výchovu mláďat se stará pouze samice. V době inkubace je samice krmena samcem, potravu pro mláďata zajišťují oba rodiče. V případě selhání snůšky a dostatku potravy pár může znovu zahnízdit ještě tutéž hnízdní sezónu.

### Potrava
Živí se semeny, bezobratlými živočichy (hlavně housenkami) a květy a listy rostlin. Přesné složení jídelníčku závisí na sezónní dostupnosti. Potravu sbírá hlavně ze země v otevřenějších částech lesa, někdy i v korunách stromů a křovin.

## Rozšíření a ohrožení

### Historické

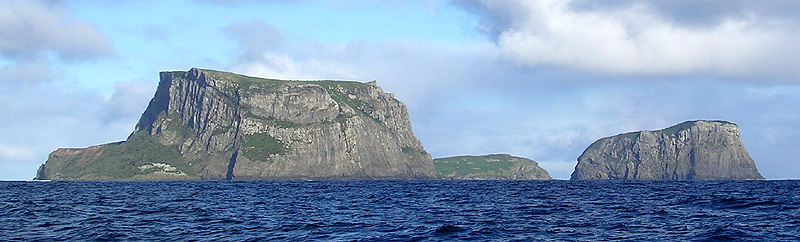
Ostrov Mangere (vlevo) a Tapuaenuku

Předpokládá se, že kakariki chathamský se původně vyskytoval napříč Chathamským souostrovím, nicméně kosterní pozůstatky kakarikiho chathamského a kakarikiho rudočelého, který se také na ostrovech běžně vyskytuje, nelze věrohodně odlišit, a tak o původním rozšíření kakarikiho chathamského se lze pouze dohadovat. Ve 40. letech 19. století, kdy Chathamské souostroví začalo být navštěvováno přírodovědci, byl kakariki chathamský rozšířen po Pittově ostrově a ostrovech Tapuaenuku a Mangere. Z Mangere a Pittova ostrova kakarikiové chathamští vymizeli kolem roku 1890. Za příčinu jejich vymizení se pokládá destrukce habitatu (Mangere byl odlesněn za účelem získání pastvin pro chov ovcí) a introdukce koček domácích, které na ostrovech zdivočely a začaly se živit místními ptáky. Koncem 30. let 20. století se počet kakarikiů chathamských na patnáctihektarovém ostrově Tapuaenuku odhadoval na 100 posledních jedinců, v roce 1973 dokonce na méně než 30 jedinců.
V 50. letech 20. století na ostrově Mangere vymřely kočky. Roku 1966 ostrov zakoupila novozélandská vláda, která nejdříve v roce 1966 ukončila farmaření ovcí (poslední ovce byla odstraněna v roce 1968), prohlásila ostrov za přírodní rezervaci a započala s obnovou původního habitatu. Brzy na to se na ostrov vrátili jak kakarikiové chathamští, tak rudočelí, přičemž kakarikiové rudočelí byli mnohem početnější. Oba druhy preferují jiný habitat a v přirozeném prostředí Chathamských ostrovů se vyskytovali v jiných ekologických nikách a k jejich křížení docházelo patrně jen příležitostně. Zatímco kakarikiové rudočelí preferují otevřenou krajinu, kakarikiové chathamští dávají přednost hustému lesu. Následkem nepřirozeného, lidmi drasticky upraveného habitatu ostrova Mangere se však areál výskytu obou druhů na tomto ostrově začal z většiny překrývat, což prudce odstartovalo jejich křížení. Nepočetná populace kakarikiů chathamských navíc neměla na výběr příliš mnoho vhodných partnerů, což patrně dále podpořilo druhové křížení. Ve snaze zabránit vyhynutí čistých forem kakarikiů chathamských začaly novozélandské úřady v roce 1976 s odstřelem hybridů a kakarikiů rudočelých na ostrově Mangere. Tyto poměrně razantní ochranářské metody zcela nevymýtily křížení, avšak dokázaly jej omezit natolik, že populace čistých forem kakarikiů chathamských začala stoupat. Dlouhodobým cílem je udržet populaci kakarikiů rudočelých na ostrově Mangere pod 10 % celkového počtu kakarikiů. Populace kakarikiů chathamských byla dále podpořena masivním zalesňovacím programem ostrova Mangere a rozmístěním papouščích budek; oba tyto projekty se snaží zvýhodnit habitat kakarikiů chathamských a zajistit tak přírodní bariéry křížení, aby se mohlo přestat s odstřelem kakarikiů rudočelých. Zmíněné metody managementu de facto zachránily druh před vyhynutím.

### Současné
Druh se k roku 2022 vyskytuje pouze na ostrovech Tapuaenuku (angl. Little Mangere) a Mangere (maorsky Māngere). Ptáci se mezi těmito ostrovy běžně pohybují. Zatoulanci byli spatřeni na Pittově ostrově, Chathamově ostrově a ostrově Rangatira (angl. South East). Celková populace se odhaduje na cca 900 jedinců, z nichž se většina nachází na ostrově Mangere. V roce 2006 se odhadovalo, že kolem 50 % této populace tvoří kříženci s kakarikijemi rudočelými, nicméně procentuální zastoupení hybridů by se mělo v budoucnu přirozeně snižovat následkem výběrového párování. Mezi lety 2000–2015 byl druh veden Mezinárodním svazem ochrany přírody jako ohrožený, od roku 2016 je veden jako zranitelný.
Současné hrozby jsou stejné jako ty minulé, a sice hybridizace, destrukce přirozeného prostředí a introdukovaní savci, kteří jednak zabraňují navrácení kakarikiů na hlavní ostrovy (Pittův a Chathmaův), a jednak hrozí jejich rozšíření na ostrov Mangere či Tapuaenuku.